# پایگاه هوایی رانوا
پایگاه هوایی رانوا (به انگلیسی: Ranua Airfield) (به زبان بومی: Ranuan lentokenttä) یک فرودگاه است که یک باند فرود آسفالت دارد و طول باند آن ۱۲۰۰ متر است. این فرودگاه در کشور فنلاند قرار دارد و در ارتفاع ۱۶۵ متری از سطح دریا واقع شده است.